# 领展中心城

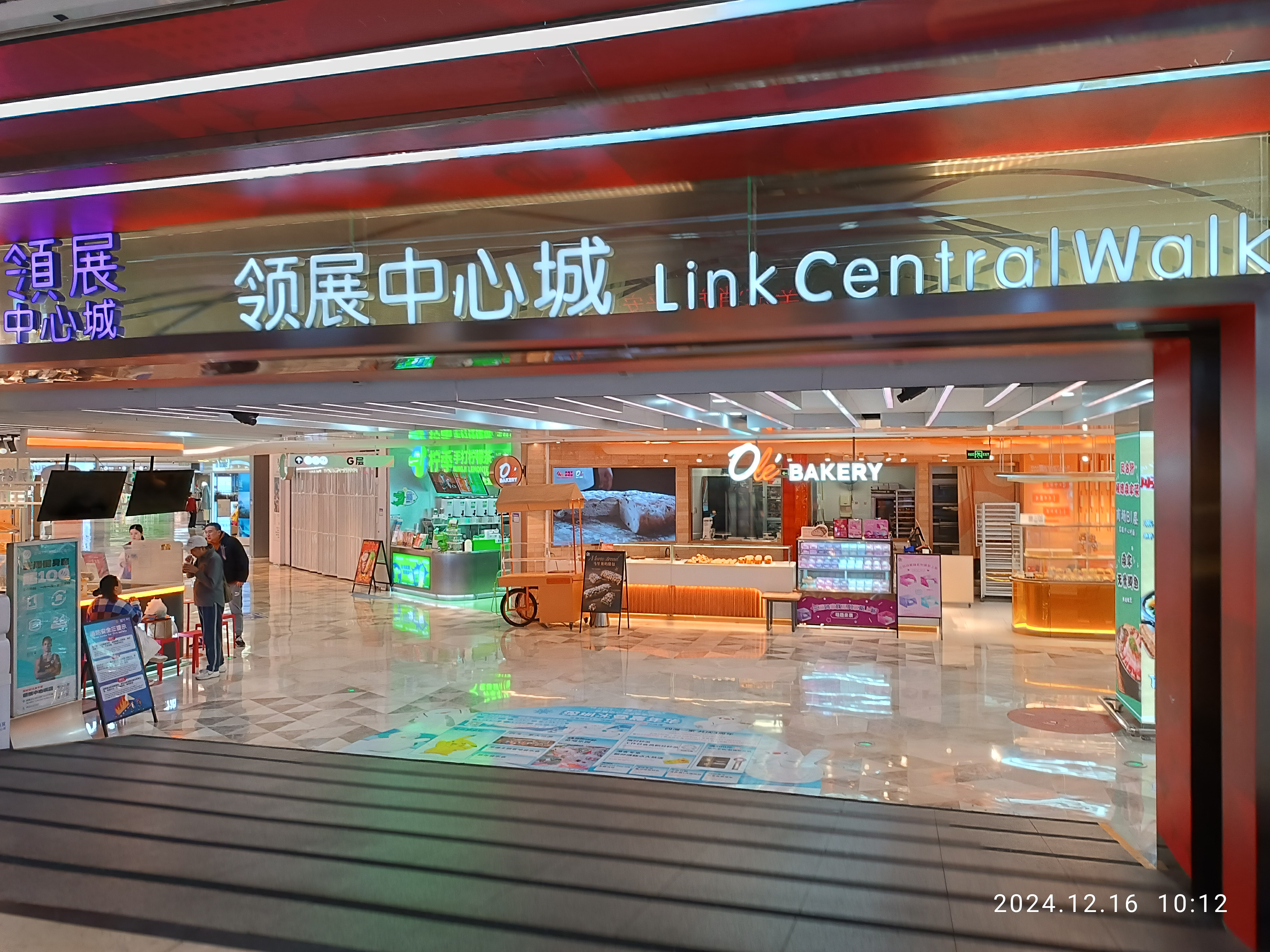
地下入口（2024年）

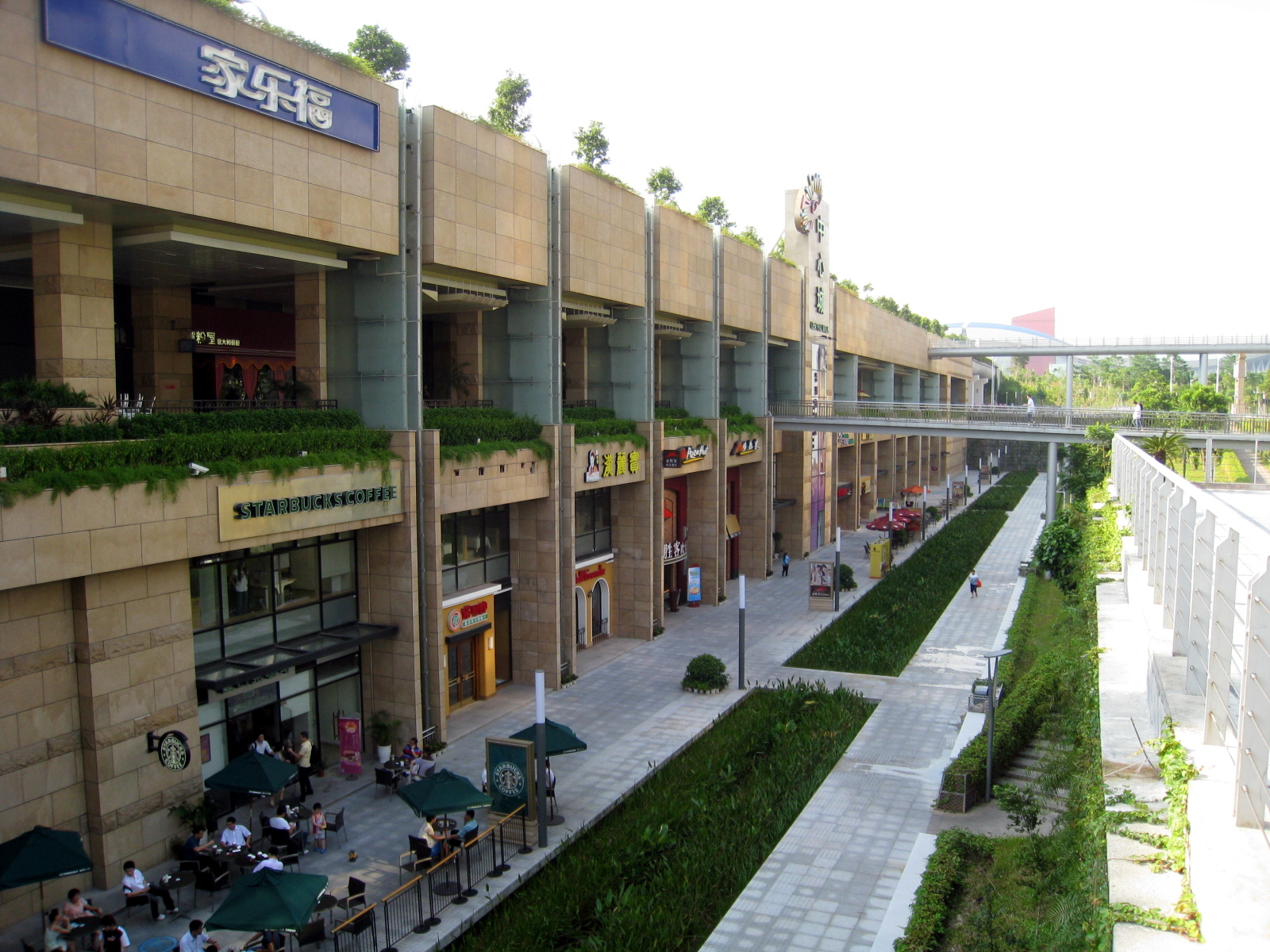
商場外貌（2008年）

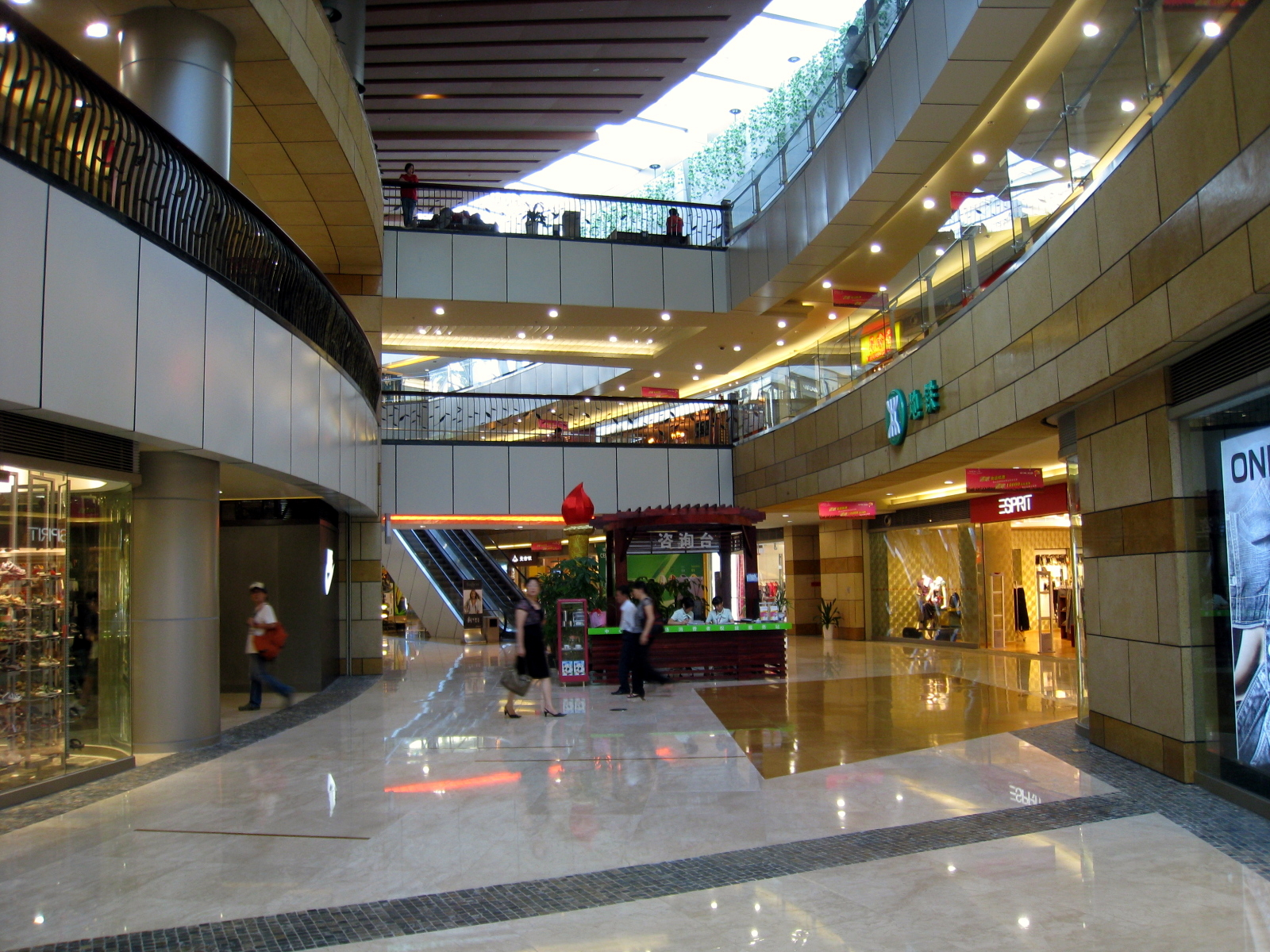
商場內貌（2008年）

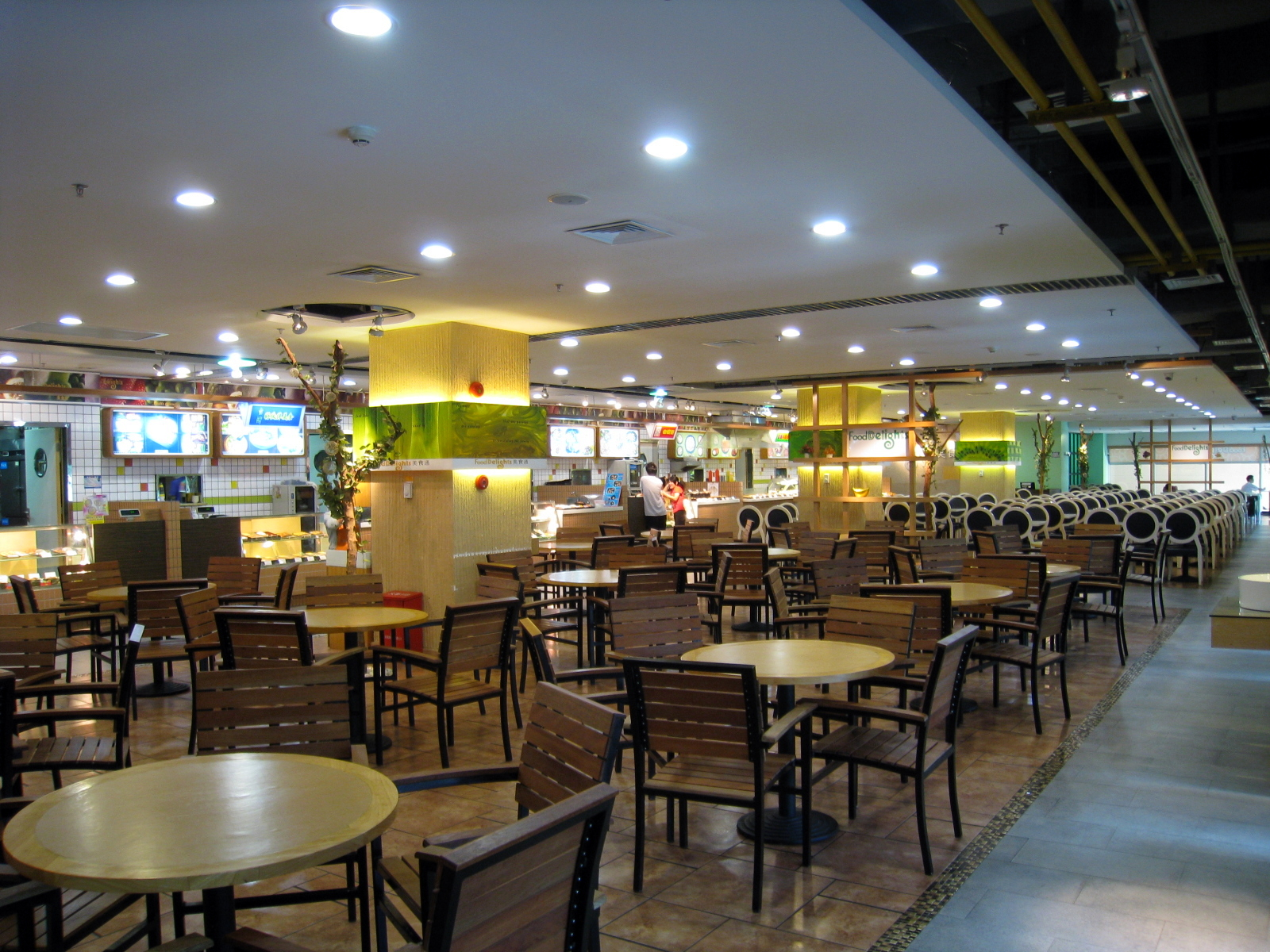
商場內的美食廣場（2008年）

領展中心城（前稱：新怡景商業中心、怡景中心城、中心城廣場）是深圳福田區的一個大型商場，位於深圳地铁會展中心站旁。領展中心城於2007年落成，樓高5層，零售面積約為8.39萬平方米。

## 歷史
2002年，深圳市香江時代廣場實業有限公司取得新怡景商業中心地皮的使用權。香江時代廣場公司70%股權由深圳市南方香江實業有限公司持有，而其餘股權由深圳市怡景投資發展有限公司持有。其後，南方香江實業持有的股權經歷多次轉手。深圳市三九汽車發展有限公司、卓越置業和美國保德信金融集團先後接手相關股權。2013年，怡景投資購回保德信金融集團持有的50%股權，全資擁有新怡景商業中心。
2019年2月，領展房地產投資信託基金宣布以66億元人民幣收購新怡景商業中心。
2019年3月，商場改名為中心城廣場。
2020年，商場進行資產提升工程，於2022年完成，其中包括將家樂福部分空間縮減。
2023年，家樂福結業，領展將原址重新分間，於2024年完成，並引入俄貨集市等商舖，及打造食加空間美食區。
2023年起，因應港人北上消費熱潮，除引進多間港人喜愛的商舖，亦和多間機構和商戶合作提供港人消費優惠。

## 主要租戶
- 家樂福（面積達二萬平方米，開業時為中國內地最大分店，已結業，原址分拆成多間商舖）
- 星際傳奇及MeLand
- 金逸影城
- 華為
- Uniqlo
- 麥當勞
- 星巴克
- 李寧
- 三福
- 俄羅斯國家館 俄貨集市
- 愈欣書店

## 交通
商場位於深圳地鐵1號綫及4號綫的會展中心站B出口旁，而商場外的福華路亦有多綫公交途經。此外，規劃中的14號綫和20號綫的會展中心西站將會在商場西南。
商場距離廣深港高速鐵路福田站11號出口僅二百多米。

## 鄰近建築
- 皇庭廣場
- 連城新天地
- 平安金融中心
- 福田香格里拉大酒店
- 深圳會展中心

## 爭議
2012年，深圳市怡景中心城商业发展有限公司涉嫌违规销售新怡景商業中心商铺，需要賠償158.74万人民幣。